# Съри (окръг, Северна Каролина)
Окръг Съри (на английски: Surry County) е окръг в щата Северна Каролина, Съединени американски щати. Площта му е 1393 km², а населението – 72 113 души (2016). Административен център е град Добсън.